# 山田孝雄 (作詞家)
山田 孝雄（やまだ たかお、1946年3月7日 - ）は日本の作詞家。宮崎県・三股町出身。

## 人物
宮崎県立都城泉ヶ丘高等学校卒、工学院大学電子工学科中退。
星野哲郎に師事。1972年、牧村三枝子「恋人形」で作詩家デビュー。1973年、『昭和枯れすすき』がTBSの人気ドラマ「時間ですよ」の挿入歌として話題となり、ミリオンセラーを記録。1982年、女優で歌手の松原愛と結婚。
日本音楽著作権協会理事、日本作詩家協会常務理事
2018年、12月より筆名を「波たかし」として新しい境地の作風を模索しながら、活動する。
JRAの元調教師・橋口弘次郎と親交があったこともあり、10曲以上の競馬に関連する楽曲の作詞を手がけている。

## 主な楽曲
- さくらと一郎「昭和枯れすゝき」（日本有線大賞受賞）「昭和おぼろ月」  「ふたりの夜明け」「名もない雀」「昭和裏街通り」「そして故郷へ」「男だから女だから」「それをあなたと育てたい」
- 増沢末夫「さらばハイセイコー」（補作詞、日本有線大賞入賞）
- 松原のぶえ「おんなの出船」（日本レコード大賞新人賞）「哀しき純情」「青春山脈」「有明海は暗い海」
- 北島三郎「漁歌」（日本作詩大賞入賞、古賀政男大賞入賞）「道」「あばれ馬」「ありがとう キタサンブラック」
- 原田悠里「北海岸」（古賀政男大賞入賞）「お酒だよ」
- 村上幸子「酒場すずめ」（古賀政男大賞入賞）「北々列車」「恋小舟」「一生よろしく私のあなた」
- 藤圭子「あなたへの未練」「愛の終着駅」
- 三沢あけみ「彩り川」（日本作詩大賞入賞）
- テレサ・テン「砂」「悲しくて」
- 山本譲二「ごめんよ」「一人で旅する女のように」「北の旅人」「北情歌」「開運橋から」「愛は旅人」
- 水前寺清子「人生夢三味線」「子供はつらいよ」
- 鳥羽一郎「縄のれん」日本作詩大賞入賞「うなぎ登りの出世唄」「宝来船祭り」「青と白のブルース」「裏町」「夢追い守子唄」「日向灘」「おふくろの浜唄」「海賊の舟唄」
- 西条ロック「三つで五百円」
- 内山田洋とクール・ファイブ「思い切り橋」「港の忘れ草」
- 新沼謙治「厚田村」
- 森昌子「故郷ごころ」「雨の再会橋」「妹」「さよならの海」「東京なんて大嫌い」「故郷フィーリング」
- 石川さゆり「小指の傷」「思い川」
- 三善英史「愛」「エリカの街」「つぎはぎの街」「なさけ雨」「函館本線」
- 落合博満&林るり子「涙 渇くまで」
- 美川憲一「女のひとりごと」「別れぐせ」
- 杉良太郎「花の微笑」「ブルース」
- 勝新太郎「男心」「にごり水」
- 小林旭「わかれの演歌」「流れ草の唄」
- 千昌夫「旅の居酒屋」
- 和田青児「翔んでディープインパクト」「エンジンのない船」「涙を流す場所」「酒場すずめ」「なきうさぎ」
- 八代亜紀「花は心」「くちべに恋唄」「流れのブルース」「子猫の物語」「赤いドレス」「北海道ブルース」「雨のホテル」「悲しい歌が聞きたい」
- 天地茂「非情の街」（補作詞）
- 町田義人「みちしるべ」
- 平岡千佳「故郷船」「浪花こゆき」「希望岬」「牛追い唄は聞こえない」「好きやねん大阪」（浪花こゆき名）
- 青木美保「残り火」「船宿にて・・・」「なみだの海峡」
- 松原愛「季節はずれのアイスティ」「カミンバック長嶋」「人生の途中駅」「横浜e-じゃん」「火の酒」「青春の奇跡」「ふたりの時計」「東京枯れすすき」「ありがとう！レッツゴーターキン」「大輪の花　ザッツザプレンティ」「心の叫び　ハーツクライ」「砂漠に咲いた　ハーツクライ」「青春の奇跡」（宮崎県立都城商業高等学校応援歌）「さぁ甲子園」（宮崎県立都城泉ヶ丘高等学校応援歌）
- 伍代夏子「夢追い海峡」
- 香西かおり「母から母へ」
- 瀬川瑛子「私が誘った夜だから」「西有家音頭」
- 天童よしみ「歌姫越え」「みなと恋歌」
- 島津亜矢「速吸瀬戸」「翔歌」
- 瀬口侑希「愛の旅人」
- 真木ことみ「恋文川」「一二三の人生あかり」
- 藤田まこと&真野あずさ「銀の糸」「渋谷夢物語」
- 島津ゆたか&小宮恵子「すずらん連歌」
- 黒川英二「いい事ばかりじゃなかったけれど」「頬を伝う雨」「優しい嘘に抱かれて」
- 谷本知美「白山千鳥」
- 吉行まい「飛ぼうかい泣こうかい」「おんな丸出港」
- 松永ひとみ「雪国からの手紙」「大阪海峡」